# Џо Ален
Џозеф Мајкл Ален (енгл. Joseph Michael Allen; 14. март 1990) професионални је велшки фудбалер који игра на позицији везног играча. Тренутно наступа за Стоук Сити и за репрезентацију Велса.
Каријеру је почео у Свонзи Ситију, у којем је дебитовао 2007. године са 16 година. За шест година одиграо је 150 утакмица у свим такмичењима. Године 2012. придружио се Ливерпулу за 15 милиона фунти. У Ливерпулу је провео четири сезоне. У јулу 2016. постао је играч Стоук Ситија.
За репрезентацију Велса играо је на два Европска првенства. Такође је играо на Летњим олимпијским играма 2012.